# Karen Rasmussen
Karen "Musse" Rasmussen var en dansk atlet, og medlem af Københavns Idræts Forening. Hun satte i juli 1932 fem danske rekorder: To i højdespring med 1,37 og 1,42; en i længdespring med 4,62; og en i diskoskast med 28,38 samt en på 4 x 100 meter med 57,0, på holdet løb også Hertha Groth, Gurli Malmberg og Tove Pedersen.

## Danske rekorder
- Højdespring: 1,37 Helsingör stadion 10. juli 1932
- Højdespring: 1,42 Frederiksberg stadion 24. juli 1932
- Længdespring: 4,62 ?. juli 1932
- Diskoskast: 28,38 ?. juli 1932
- 4 x 100 meter: 57,0 ?. juli 1932

## Personlige rekorder
- 100 meter: 13,7 1934
- Længdespring: 4,97 19341,42 1932
- Kuglestød: 9,66 1934
- Diskoskast: 30,91 1942